# American Association for the Advancement of Science
American Association for the Advancement of Science (AAAS) är världens största sammanslutning av vetenskapsmän. Organisationen har över 120 000 medlemmar och ger även ut den välrenommerade vetenskapliga tidskriften Science.